# Филиппов, Василий Анатольевич
Васи́лий Анато́льевич Фили́ппов (23 апреля 1955, пос. Лосиный, Берёзовский горсовет, Свердловская область — 21 августа 2013, Санкт-Петербург) — российский поэт, библиотекарь.

## Биография
Учился на биологическом факультете Ленинградского университета, на филологическом факультете Горьковского университета, работал разнорабочим, лифтёром, библиотекарем. Ввиду тяжелой болезни бо́льшую часть жизни начиная с 1979 г. провёл в психиатрической больнице в Санкт-Петербурге. В 1998 и 2002 гг. изданы книги избранных стихотворений.
В середине 1980-х гг. был активным участником ленинградского сообщества неподцензурной литературы, интенсивно общался с Виктором Кривулиным, Еленой Шварц, Сергеем Стратановским и др. Личные и культурные впечатления от этих встреч легли в основу поэзии Филиппова, которую Михаил Шейнкер назвал «коллективным бессознательным „второй культуры“». Стихи Филиппова представляют собой подробную документацию внешней и внутренней жизни лирического «я», не различающую внутреннего и внешнего, важного и несущественного, реального и воображаемого; при отсутствии очевидных взаимовлияний они складываются со стихами Сергея Кулле и прозой Леона Богданова в одну из теневых тенденций в ленинградской неподцензурной литературе. На рубеже 1990—2000-х гг., с появлением постконцептуализма, этот способ письма стал вызывать к себе повышенное внимание, и в 2001 г. Филиппов стал лауреатом Премии Андрея Белого.
Умер 21 августа 2013 года. Похоронен на Смоленском православном кладбище.

## Книги
- Стихи. — СПб.: Новая литература; Красный матрос, 1998.
- Стихотворения Василия Филиппова. — СПб.: Петербург — XXI век, 2000.
- Избранные стихотворения 1984—1990. — М.: Новое литературное обозрение, 2002.
- Стихотворения (1984—1986) / Составители К. Козырев и Б. Останин. —М.: Новое литературное обозрение, 2011